# خواکین گوتیرز
خواکین گوتیرز (انگلیسی: Joaquín Gutiérrez; ۳۰ مارس ۱۹۱۸ – ۱۶ اکتبر ۲۰۰۰) نویسنده، روزنامه‌نگار اهل کاستاریکا بود. او جوایز متعددی را از آن خود کرد. کتاب کوکوری که او برای کودکان نوشته به ده زبان ترجمه شده است. گوتیرز علاوه بر نوشتن کتاب‌های کودکان، قهرمان شطرنج، خبرنگار جنگ، روزنامه‌نگار، داستان‌نویس، مترجم، استاد و فعال کمونیست بود.

## زندگی
خواکین در شهر لیمون در سواحل کارائیب، متولد شد. اینجا منطقه جغرافیایی بود که برایش الهام‌بخش داستان کوکوری بود، گوتیرز در ۹ سالگی به سن خوزه نقل مکان کرد.